# Pogara de Sus, Caraș-Severin
Pogara de Sus este un sat în comuna Cornereva din județul Caraș-Severin, Banat, România.